# اوودولن
اوودولن (به چکی: Oudoleň) یک منطقهٔ مسکونی در جمهوری چک است که در ناحیه هاولیتشکوف برود واقع شده‌است. اوودولن ۶٫۴۷ کیلومتر مربع مساحت و ۳۴۱ نفر جمعیت دارد و ۵۵۰ متر بالاتر از سطح دریا واقع شده‌است.